# Ouzeri

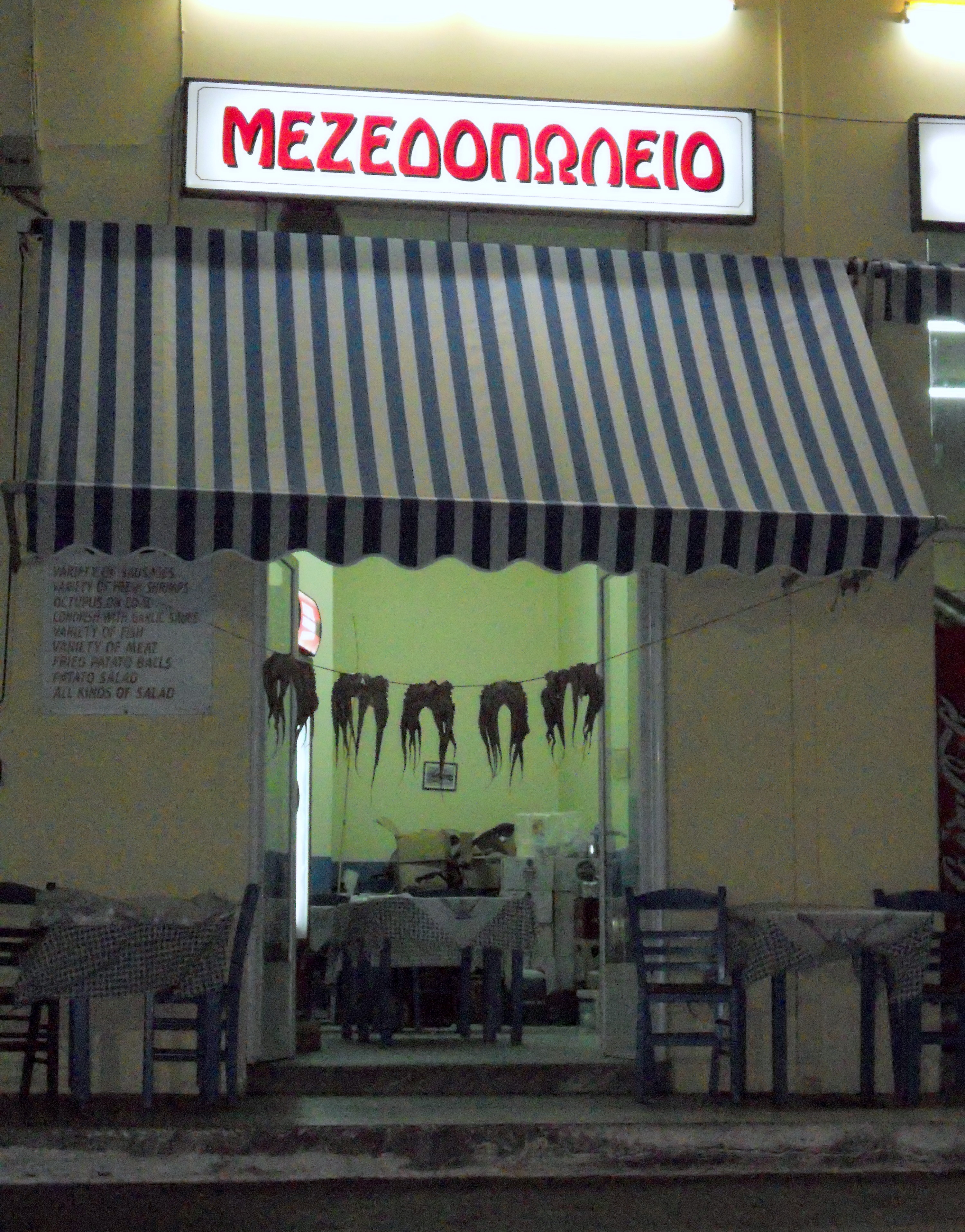
Mezedopolio in Gythio (mit Tintenfischen, zum Trocknen aufgehängt)

Ouzeri (griechisch ουζερί (n. sg.)) ist in Griechenland ein kleines Restaurant, in dem Spirituosen (insbesondere Ouzo) angeboten werden, begleitet von einer Vielzahl von heißen oder kalten Mezedes.
Man findet Ouzerien in fast allen Städten und Dörfern. Im Unterschied zum traditionellen Kafenio werden die Gerichte im Laden vor- oder zubereitet. Dazu gehören auch Fleisch und Fischgerichte, die im Kafenio nicht angeboten werden. Gleichbedeutende Bezeichnungen sind Tsipouradiko, Mezedopolio oder Ouzopolio.
Zu den Gerichten gehören:
Kalte Teller wie
- Käse verschiedener Sorten wie Feta, Kefalotyri, Graviera
- Gemüse und Salate wie Oliven, Tsatsiki, Taramosalata sowie Griechischer Salat
- vorbereitete Gerichte wie Dolmades oder Dicke Bohnen aus dem Ofen
- marinierte, gebratene und gekochte Fleisch und Fischspeisen wie Souvlaki, Tintenfisch, Muscheln, Sardinen, Anchovis, Pastirma.

Eine Platte mit einer Auswahl solch kleiner Gerichte kann als Pikilia (griechisch ποικιλία) bestellt werden.
Der Ouzo wird traditionell langsam genippt (in der Regel mit Wasser oder Eis), zusammen mit Mezedes über einen Zeitraum von mehreren Stunden in der Mittagszeit.
Außerhalb Griechenlands findet man neuerdings – in Anlehnung an Bezeichnungen wie Cafeteria, Sandwicheria usw. – auch die Bezeichnung „Ouzeria“ für ein griechisches Lokal.